# عبدالمحمد نظام‌الاسلامی
عبدالمحمد نظام اسلامی (زاده ۴ تیر ۱۳۳۲ بروجرد درگذشته ۱۱ بهمن ۱۳۸۷) یکی از دو نماینده شهرستان بروجرد در مجلس ششم شورای اسلامی و عضو کمیسیون کشاورزی، آب و منابع طبیعی مجلس شورای اسلامی بود.

## زندگی
حمید نظام اسلامی در ۴ تیر ۱۳۳۲ در بروجرد به دنیا آمد. وی ۲ سالش بود که پدرش را از دست داد.
عبدالمحمد (حمید) نظام الاسلامی بسال ۱۳۳۲ در خانواده‌ای مذهبی و آگاه در شهرستان بروجرد دیده به جهان گشود.
تحصیلات اولیه را در زادگاهش به پایان برد و پس از اخذ دیپلم با رتبه عالی در رشته خاک‌شناسی به دانشگاه جندی شاپور اهواز راه یافت. او از همان اول جوانی و دانشجویی فعالیت سیاسی خود را آغاز کرد. پس از مدتی در همین رابطه بازداشت و نهایتاً برای مدتی از دانشگاه اخراج گردید.
بعد از پیروزی انقلاب اسلامی بار دیگر تحصیلات عالی خود را در رشته مهندسی کشاورزی از سر گرفت و در سال ۱۳۶۷ فارغ اتحصیل شد.
او در روز جمعه ۱۱ بهمن ۱۳۸۷ در سن ۵۵ سالگی بر اثر عارضه قلبی در خانه‌اش در تهران در گذشت؛ در پی درگذشت وی سیدمحمد خاتمی و برخی چهره‌های سیاسی پیام تسلیت دادند.

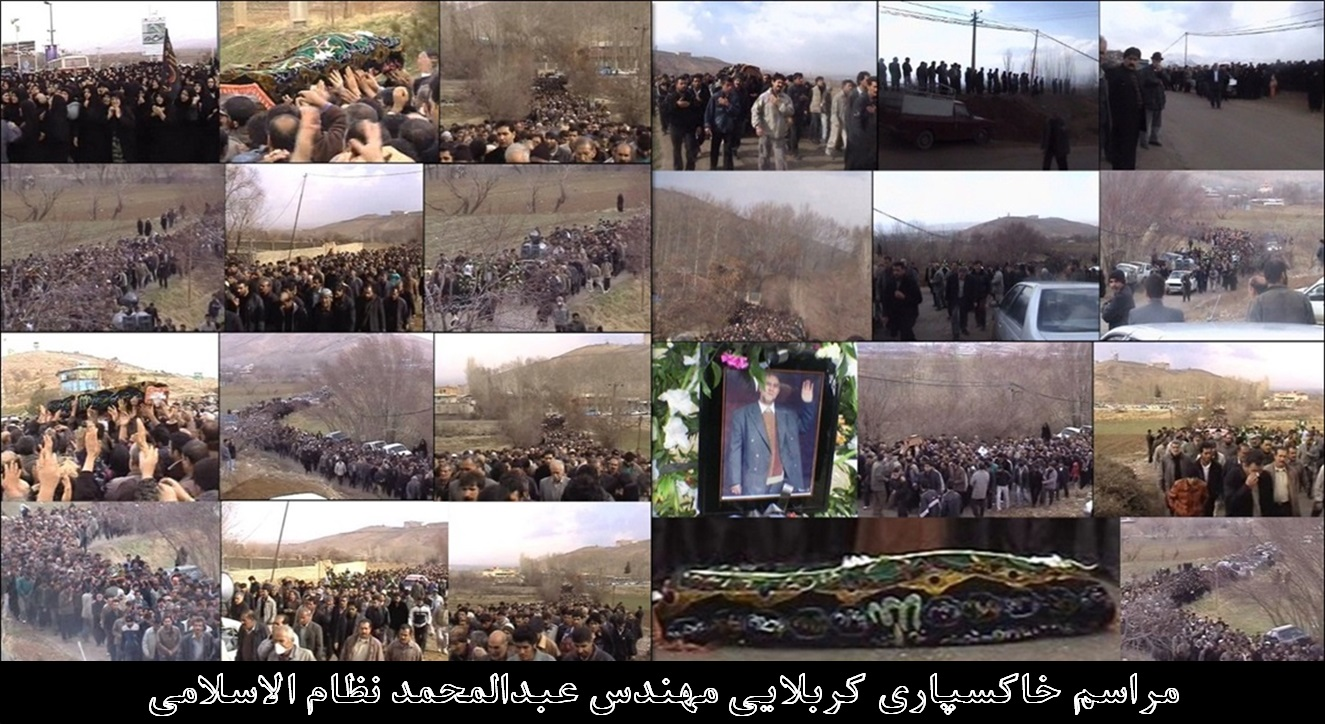
مراسم تشییع جنازه مهندس نظام الاسلامی از شهرستان بروجرد به سمت گلزار شهدای فیال بروجرد

پیکر وی در گلزار شهدای فیال (فیال بروجرد) به خاک سپرده شده‌است.
عبدالمحمد نظام الاسلامی، نماینده مردم بروجرد و اشترینان در مجلس ششم شورای اسلامی متولد ۱۳۳۲/۴/۴ وی در روز جمعه ۱۳۸۷/۱۱/۱۱ در حالی که ۵۵ سال و ۷ ماه و ۷ روز داشت بر اثر عارضه قلبی در خانه‌اش در تهران درگذشت
و روز یکشنبه ۱۳ بهمن ۱۳۸۷ در زادگاهش به خاک سپرده شد.

## سوابق علمی، اجرایی و سیاسی
- دبیر دبیرستانهای بروجرد
- مدیر و مدرس گروه کشاورزی دانشگاه آزاد اسلامی واحد بروجرد
- کارشناس مسئول آموزش راهنمایی مدارس غیرانفاعی کل کشور
- مدیر کل برنامه‌ریزی و امور اقتصادی استانداری لرستان
- رزمنده در جنگ ایران و عراق
- عضو مرکزی مجمع گروه‌های خط امام
- عضو گروه دوستی پارلمانی ایران و اسلوونی - عضو گروه دوستی پارلمانی ایران و رومانی - عضو گروه دوستی پارلمانی ایران و ویتنام (اعضاء گروه دوستی پارلمانی مجلس ششم)[۶]
- نماینده ایران در دفاع از سه جزیره ایران در اجلاس بین المجالس هاوانا
- سرپرست زمین‌های کشاورزی سپاه بروجرد
- او همچنین با برگزاری سمینارهای علمی، تحقیقی و تدوین مقالات مختلف در زمینه شناسایی استعدادهای شهرستان بروجرد و اشترینان گامهای مؤثر و ارزشمندی برداشته‌است بطوری‌که پیگیری نتایج این مطالعات و تحقیقات می‌تواند در امر توسعه همه‌جانبه بروجرد و اشترینان بسیار مفید واقع شود.
- در سال ۱۳۷۶ فرمانداری بروجرد همایشی تحت عنوان بروجردشناسی با هدف شناسایی استعدادهای این شهرستان در زمینه‌های علمی، فرهنگی، اقتصادی…. برگزار کرد. یکی از مقاله‌های پژوهشی که در جریان برگزاری همایش ارائه گردید موضوع (کشت زعفران) در شهرستان بروجرد توسط نظام الاسلامی مدیر گروه کشاورزی دانشگاه آزاد اسلامی بروجرد بود.
- نظام‌الاسلامی در انتخابات دوره ششم مجلس به عنوان نماینده مردم انتخاب و پس از نمایندگی در اثر سکته قلبی ناگهانی درگذشت.[۷]

## نگارخانه

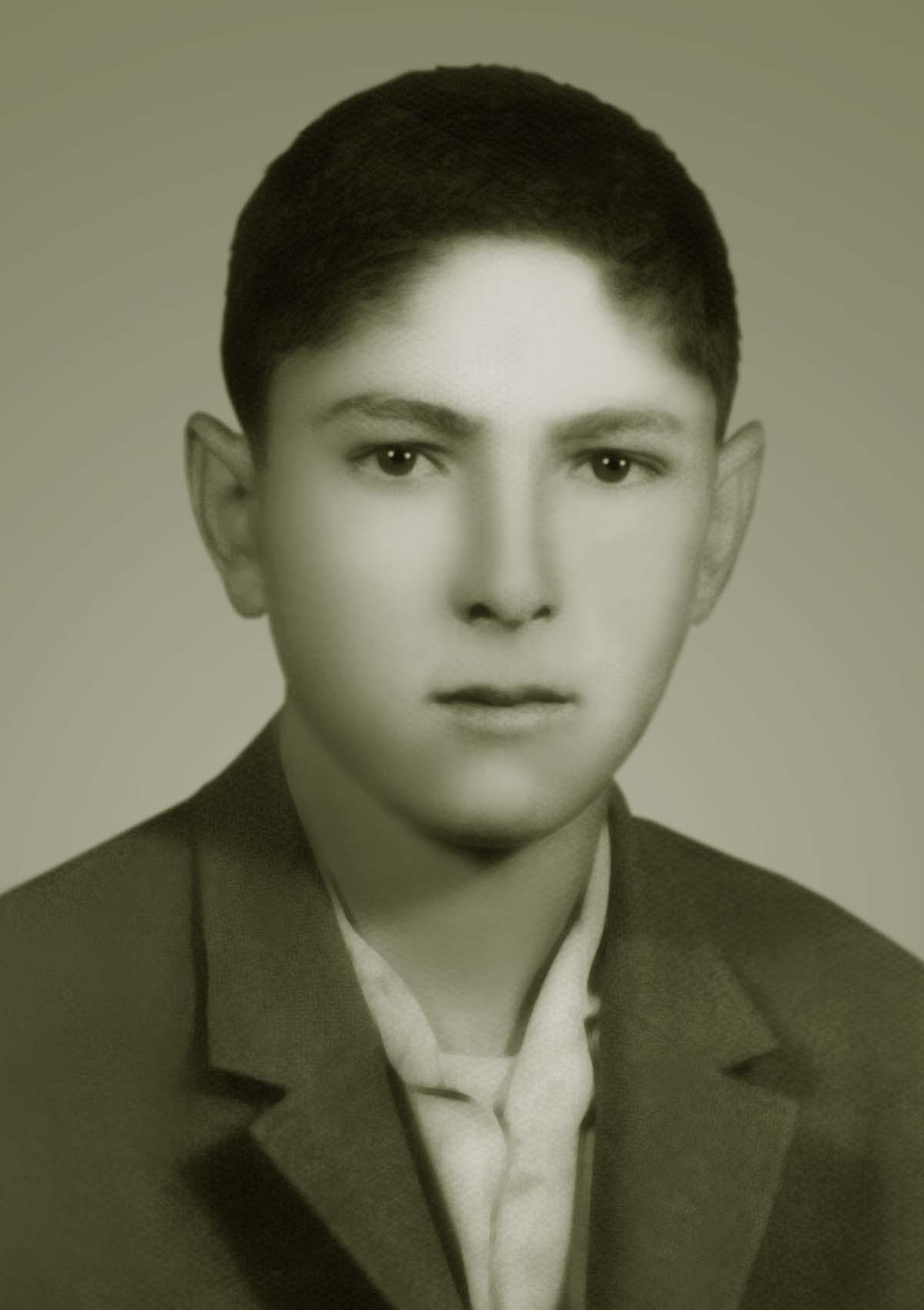
نوجوانی
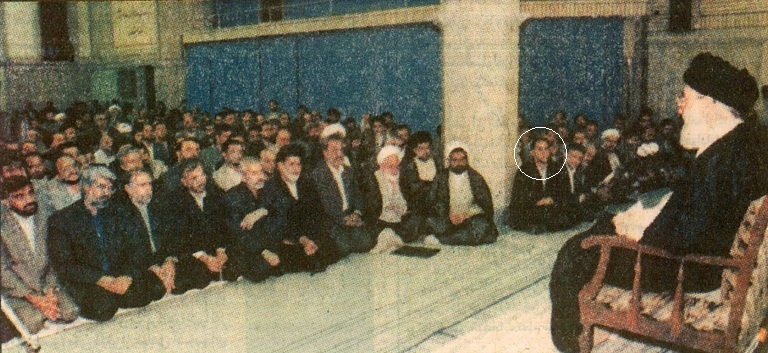
دیدار مهندس نظام الاسلامی با حضرت آیت‌الله خامنه ایی
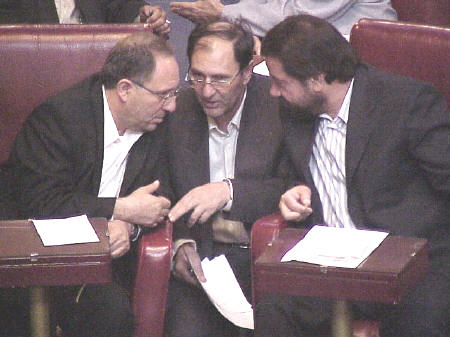
مهندس نظام الاسلامی در حال گفتگو با دو وزیر
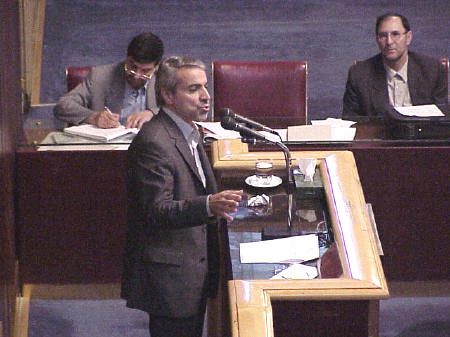
مهندس نظام الاسلامی و دکتر نوبخت
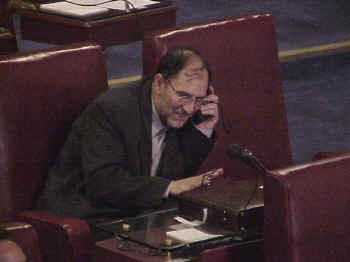
مهندس نظام الاسلامی در حال صحبت کردن با تلفن همراه
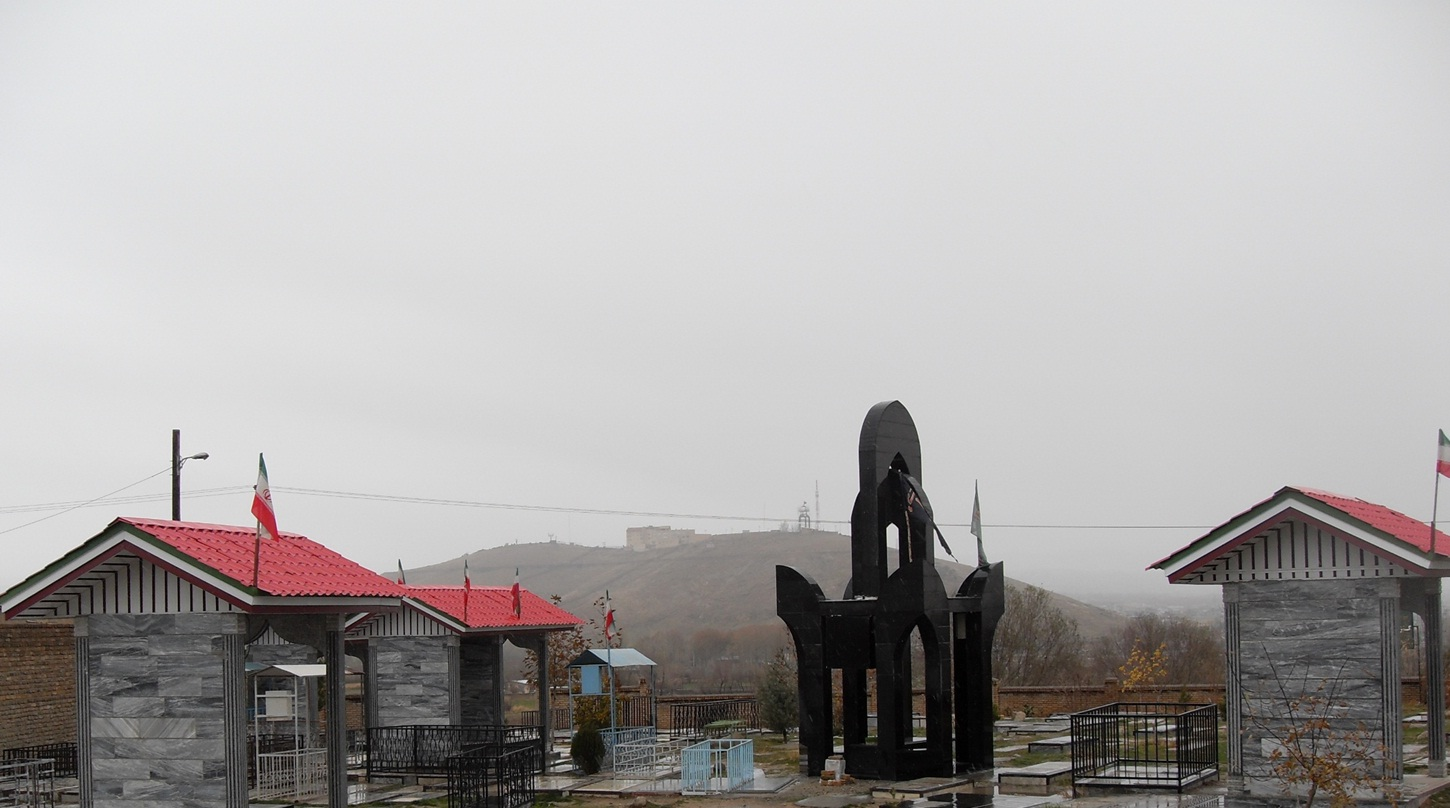
آرامگاه مرحوم عبدالمحمد نظام اسلامی

## مهمترین اجراها
مهندس نظام اسلامی در مدت نمایندگی خود در مجلس ششم، با پیگیری طرح‌های بزرگ عمرانی و ملی در شهرستان بروجرد و اشترینان افق روشنی را برای مردم این سرزمین ترسیم کرد. گسترش زیر بناهای توسعه و امنیت و رفاه و ایجاد اشتغال، محور فعالیت‌های آن مرحوم در مجلس شورای اسلامی بوده‌است. مرحوم نظام اسلامی در مدت چهار سال نمایندگی مردم شهرستان بروجرد و اشترینان در مجلس اقدامات بزرگی از قبیل:
- گرفتن موافقت اصولی احداث سد گلرود[۸][۹]
- گرفتن اعتبار مالی جهت تکمیل مجموعه ورزشی بروجرد ورزشگاه ولایت بروجرد (همان ورزشگاه سی هزار نفری بروجرد[۱۰]که بعد تبدیل به ۱۵ هزار نفری شد).
- اخذ مجوز دانشگاه دولتی دانشگاه آیت‌الله‌العظمی بروجردی
- پیگیری و اخذ موافقت اجرای پروژه (تصفیه خانه آب و فاضلاب بروجرد)
- گرفتن مجوز و آغاز عملیات اجرای (گشتارگاه صنعتی بروجرد)
- پیگیری و اخذ مجوز جهت احداث (مجموعه ورزشی کارگران بروجرد) ورزشگاه کارگران بروجرد زیر نظر وزارت کار و امور اجتماعی
- تأمین اعتبار جهت اجرای (طرح سراج منیر برای نخستین بار در کشور)
- پیگیری و اخذ موافقت وزارت راه و ترابری و شروع عملیات اجرایی جهت (چهار بانده کردن جاده ترانزیت بروجرد - اراک)
- پیگیری و اخذ موافقت بودجه ملی (جهت ساماندهی دشت سیلاخور) جهت پروژه ملی و کنترل سیلاب
- تلاش در به نتیجه رساندن و (قرار دادن شهر اشترینان و روستاهای تابع در ردیف مناطق محروم کشور)
- پیگیری و (تصویب بودجه‌ای قابل توجه جهت امور توسعه و اشتغال) از طریق شورای عالی اشتغال
- گرفتن (دو عدد سوئیچ مخابرات) جهت رفع مشکلات چندین ساله مخابرات بروجرد
- پیگیری جهت احداث (سدهای نیمه مخزنی و خاکی) سد آبسرده،[۱۱] سد گندلگیلان، سد دره صیدی،[۱۲] سد ده ترکان، سد دلی آباد
- اخذ مجوز (گازرسانی از شرکت ملی گاز) برای ۳۳ روستا و مناطق گلدشت و شهرک پردیس[۱۳][۱۴][۱۵]
- تهیه (تجهیزات پزشکی) مورد نیاز بخش قلب بیمارستان امام خمینی (ره)
- گرفتن مجوز (احداث پارک ساحلی) در امتداد رودخانه گلرود در منطقه گلدشت به طول بیش از ۱۰ کیلومتر
- اخذ مجوز (احداث تله سی اچ بر روی تپه چغا) و طرح‌های بسیار دیگر را پیگیری نمود. (هفته نامه بهار بروجرد این ضایعه اسف بار را به شهروندان بروجردی، همچنین به خانواده محترم و سایر بازماندگان تسلیت می‌گوید روحش شاد و یادش گرامی باد)[۱۶]
- اخذ وام جهت ماشین سازی زاگرس خودرو پروتون[۱۷]؛ (لایروبی رودخانه سیلاخور) و پیگیری اخذ مبلغ ۱۴۴۰ میلیون ریال برای فاضلاب بروجرد؛ (گرفتن بیش از ۴۰۰۰۰ اصله نهال مثمر و غیر مثمر) به منظور احیای باغهای تخریب شده و افزایش فضای سبز شهرستان بروجرد؛ پیگیری جهت دوبانده کردن جاده (بروجرد - اشترینان) جهت رفع مشکلات در اشترینان؛ پیگیری جهت (راه آهن بروجرد)؛ بررسی و پیگیری جهت رسیدگی به مشکلات مالیاتی در شهرستان؛ پیگیری جهت (الحاق چالانچولان به بروجرد)؛ پیگیری جهت رفع مشکلات فرهنگ و ارشاد اسلامی بروجرد؛ پیگیری جهت رفع مشکلات صنایع و شهرک صنعتی؛ (تشکیل تعاونی قلم زنی) جهت تعدادی از خواهران؛ (اختصاص ۲۰۰۰ جلد کتاب) با عناوین مختلف؛ گرفتن ۱۵۰۰ تن کود شیمیایی جهت روستاییان عزیز؛ پیگیری جهت واگذاری (ده دستگاه اتوبوس شهری) به شرکت اتوبوسرای شهرستان بروجرد اهدائیه سفر جناب سید محمد خاتمی رئیس جمهور سابق؛ پیگیری جهت تمدید وامهای کشاورزی؛ پیگیری جهت رفع مشکلات فضاهای آموزشی بروجرد و اشترینان و...[۱۸][۱۹]
- تأمین بودجه جهت نصب و مجهز شدن ورزشگاه شهید علی بیات بروجرد به نورافکن
- تجهیز آزمایشگاه کشاورزی دانشگاه آزاد و توسعهٔ زمین‌های کشاورزی و باغات (کشت و صنعت) دانشگاه آزاد اسلامی واحد بروجرد در جاده روستای ونایی[نیازمند منبع]